# Fritz Ettengruber

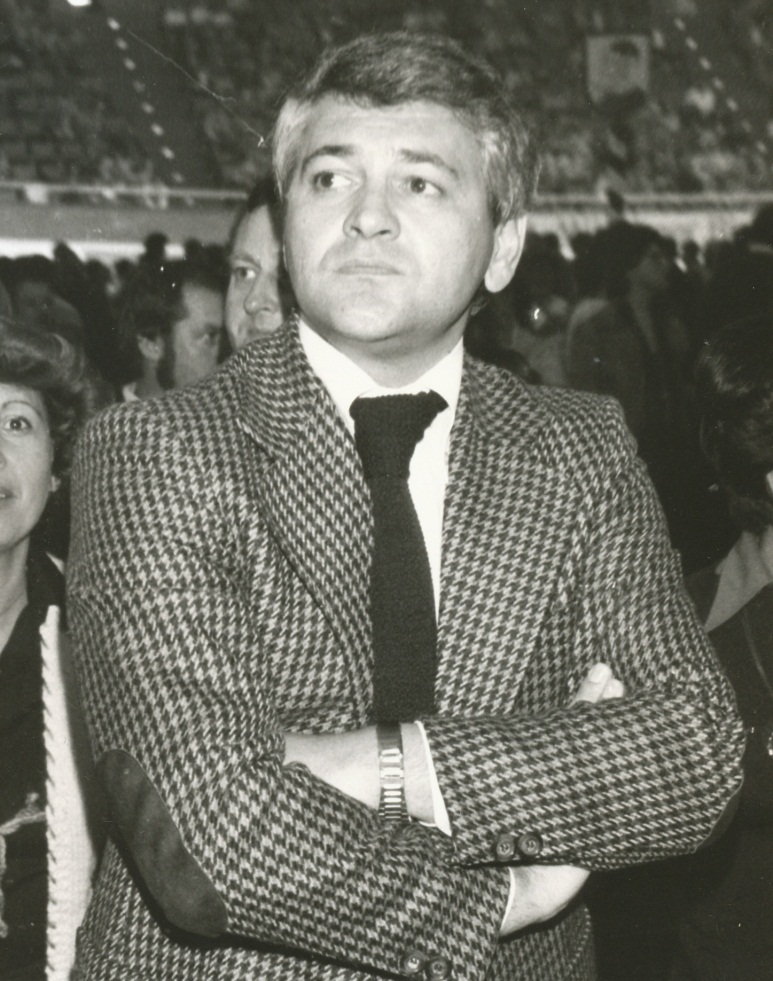
Fritz Ettengruber

Fritz Ettengruber (* 15. Januar 1940 in München; † 17. März 1991 in Marklkofen) war ein deutscher Kommunalpolitiker (CSU). Von 1972 bis zu seinem Tod 1991 war er Landrat des  Landkreises Dingolfing-Landau.

## Werdegang
Nach dem Abitur in Straubing und dem Grundwehrdienst studierte Fritz Ettengruber Soziologie, Psychologie und Amerikanistik. Auf den erfolgreichen Studienabschluss folgten berufliche Stationen als wissenschaftlicher Mitarbeiter in der Akademie für Politik und Zeitgeschehen der Hanns-Seidel-Stiftung in München, als politischer Referent in der CSU-Landesleitung und als persönlicher Referent des damaligen Ministers  Max Streibl im Bayerischen Staatsministerium für Landesentwicklung und Umweltfragen.
Im Zuge der Gebietsreform in Bayern wurden zum Stichtag 1. Juli 1972 die bisherigen Landkreise Dingolfing und Landau an der Isar zu einem Landkreis zusammengeführt. Fritz Ettengruber war der erste Landrat des neuen Landkreises Untere Isar, der mit Wirkung vom 1. Mai 1973 in Landkreis Dingolfing-Landau umbenannt wurde.
In der Wahl am 11. Juni 1972 setzte sich der CSU-Mann Fritz Ettengruber knapp gegen den Dingolfinger Landrat Dr. Josef Hastreiter durch. 1978, 1984 und 1990 wurde er im Amt bestätigt.
Am 17. März 1991, einem Sonntag, starb Ettengruber in seinem Eigenheim in Freinberg in der Gemeinde Marklkofen. Er hinterließ seine Frau Brigitte, eine Tochter und einen Sohn.
Zu seinem Nachfolger wurde am 24. Juni 1991  Heinrich Trapp (SPD) gewählt.

## Ehrungen
- Bundesverdienstkreuz am Bande (10. Dezember 1984)[2]